# Mikroekonomie

Q jako kvantita a P jako cena jednotlivého zboží, navýšení poptávky navýšilo současně i cenu

Mikroekonomie je obor ekonomické teorie, který se zabývá zkoumáním rozhodování jednotlivých tržních subjektů – jednotlivců/domácností, firem a státu. Mikroekonomie se zabývá poptávkou a nabídkou v jejich individuálních a konkrétních podobách, zatímco makroekonomie se zabývá agregátní nabídkou a agregátní poptávkou, tj. komplexními trhy.
Jedním z cílů mikroekonomie je analyzovat tržní mechanismus, který sestavuje relativní ceny mezi produkty a službami a alokovat omezené zdroje mezi alternativními potřebami. Mikroekonomie ukazuje podmínky pod kterými volný trh vede k vhodným alokacím . Také analyzuje tržní propad, kde trh selže v produkci výkonných výsledků  .
Mikroekonomie je kontrast k makroekonomii, který zahrnuje „celkovou část ekonomické aktivity, jedná s problémy růstu, inflace a nezaměstnanosti a v národní politice se vztahuje k těmto problémům také.“ Mikroekonomie také jedná s efekty ekonomických opatření ( jako změny daní) na mikroekonomické chování a tím pádem na výše uvedené aspekty ekonomie. Zejména v Lucasově kritice, mnoho z moderních makroekonomických teorií bylo postaveno na mikrofundace - založeno na základních předpokladech o mikroekonomickém chování

## Subjekty
- Jednotlivci (domácnosti) poptávají vytvořený produkt ekonomiky na trhu statků a nabízejí služby výrobních faktorů (práce a kapitál) na trhu výrobních faktorů. Analýza chování jednotlivců je popsána v teorii spotřebitele.
- Firmy naopak na základě poptávky jednotlivců nabízejí produkt, pro jehož výrobu poptávají služby výrobních faktorů.
- Stát vytváří normy pro fungování ekonomického systému.

## Podstata mikroekonomie
Studium mikroekonomie zahrnuje několik „klíčových“ oblastí:

### Poptávka, nabídka a rovnováha
Nabídka a poptávka je ekonomický model odhadu ceny na velmi konkurenčním trhu. Dospívá k závěru, že na konkurenčním trhu bez externalit, jednotkových daní či cenových kontrol je jednotková cena konkrétního zboží cena, za kterou se množství požadované spotřebiteli rovná množství dodanému výrobci. Tato cena má za následek stabilní ekonomickou rovnováhu.

### Měření elasticity
Elasticita je měření toho, jak citlivá je ekonomická proměnná na změnu jiné proměnné. Elasticita může být kvantifikována jako poměr změny jedné proměnné ke změně jiné proměnné, když pozdější proměnná má příčinný vliv na první proměnnou. Je to nástroj pro měření odezvy proměnné nebo funkce, která ji určuje, ke změnám v kauzativních proměnných bezjednotkovými způsoby. Mezi často používané elasticity patří cenová elasticita poptávky, cenová elasticita nabídky, příjmová elasticita poptávky, elasticita substituce nebo konstantní elasticita substituce mezi výrobními faktory a elasticita intertemporální substituce.

### Teorie požadavků spotřebitele
Teorie spotřebitelské poptávky spojuje preference spotřeby zboží a služeb se spotřebními výdaji; tento vztah mezi preferencemi a výdaji na spotřebu se nakonec používá k přiřazení preferencí ke křivkám spotřebitelské poptávky. Vazba mezi osobními preferencemi, spotřebou a křivkou poptávky je jedním z nejvíce studovaných vztahů v ekonomii. Jedná se o způsob, jak analyzovat, jak mohou spotřebitelé dosáhnout rovnováhy mezi preferencemi a výdaji maximalizací užitku podléhajícího omezením spotřebitelského rozpočtu.

### Teorie produkce
Teorie produkce je studium výroby nebo ekonomického procesu přeměny vstupů na výstupy. Produkce využívá zdroje k vytvoření zboží nebo služby, která je vhodná k použití, darování v dárkové ekonomice nebo k výměně v tržní ekonomice. To může zahrnovat výrobu, skladování, přepravu a balení. Někteří ekonomové definují výrobu široce jako veškerou jinou hospodářskou činnost než spotřebu. Vidí každou komerční činnost kromě konečného nákupu jako nějakou formu výroby.

### Náklady na výrobu
Teorie výrobních nákladů hodnoty uvádí, že cena předmětu nebo podmínky je určena součtem nákladů na zdroje, které byly použity na jeho výrobu. Náklady mohou zahrnovat kterýkoli z výrobních faktorů: práce, kapitál, půda, podnikatel. Na technologii lze pohlížet buď jako na formu fixního kapitálu (např. Závod) nebo oběžného kapitálu (např. Meziprodukty).
V matematickém modelu výrobních nákladů se krátkodobé celkové náklady rovnají fixním nákladům plus celkové variabilní náklady. Fixní náklady se vztahují k nákladům, které vzniknou bez ohledu na to, kolik firma produkuje. Proměnná cena je funkcí množství vyráběného předmětu.

### Náklady na příležitost
Ekonomická myšlenka nákladů na příležitosti je úzce spjata s myšlenkou časových omezení. Člověk může dělat jen jednu věc najednou, což znamená, že se nevyhnutelně vždy vzdává jiných věcí.
Příležitostná cena jakékoli činnosti je hodnota další nejlepší alternativy, kterou člověk možná místo toho udělal. Náklady na příležitosti závisí pouze na hodnotě další nejlepší alternativy. Nezáleží na tom, zda má člověk pět alternativ nebo 5 000.
Náklady na příležitosti mohou říci, kdy něco neudělat a kdy něco udělat. Například, jeden může mít rád vafle, ale jako čokoláda ještě více. Pokud někdo nabídne pouze oplatky, vezme si to. Ale kdyby nabídli vafle nebo čokoládu, jeden by si čokoládu vzal. Náklady na příležitost jíst vafle obětují šanci jíst čokoládu. Vzhledem k tomu, že cena za konzumaci čokolády je vyšší než výhoda konzumace vaflí, nemá smysl vybrat si vafle. Samozřejmě, pokud si někdo vybere čokoládu, stále čelí příležitostným nákladům vzdání se oplatek. Ale člověk je ochoten to udělat, protože náklady na příležitostné oplatky jsou nižší než přínosy čokolády. Náklady na příležitosti jsou nevyhnutelným omezením chování, protože člověk musí rozhodnout, co je nejlepší, a vzdát se další nejlepší alternativy.

### Struktura trhu
Struktura trhu odkazuje na funkce trhu, včetně počtu firem na trhu, distribuce trhu se dělí mezi firmy, uniformitu produktů napříč firmami, jak snadné je pro firmy vstoupit na trh a utváření tržní konkurence. Struktura trhu může mít několik typů interakce tržních systémů. Různé formy trhu jsou funkcí kapitalismu a tržního socialismu, který obhájci státního socialismu, často kritizujícími trhy a zaměřené na nahrazení trhů s různými stupni přímého vládního ekonomického plánování.
Konkurence se chová jako regulační mechanismus pro tržní systém, s vládou poskytuje regulaci, kde nelze očekávat, že se trh bude regulovat sám. Jedním z příkladů je, pokud jde o stavební předpisy, které v případě čistě konkurenčního regulovaného tržního systému chybí, může vyústit v několik hrozných zraněních nebo smrtí před tím, než společnosti začnou zlepšovat strukturální bezpečnost, jako spotřebitel může být nejdříve znepokojen nebo vědom bezpečnostních problémů, které začínají vyvíjet tlak na společnosti a společnosti by byly motivovány neposkytovat řádné bezpečnostní funkce, kvůli tomu na kolik by to snížilo jejich zisky .
Koncept „tržního typu“ je rozdílný od konceptu „struktury trhu“. Nicméně, stojí za zmínku, že existuje hned několik tržních typů.

#### Dokonalá konkurence
Dokonalá konkurence je situace, ve které několik malých firem, produkujících určitý produkt, soutěží proti sobě v daném průmyslu. Dokonalá konkurence vede firmy k produkci sociálně optimální výstupní úroveň při minimálních možných nákladech na jednotku. Firmy v dokonalé konkurenci jsou „cenový příjemci“ (oni nemají dostatek tržní síly k ziskovému zvýšení cen jejich produktů nebo služeb). Dobrým příkladem by byl digitální trh, například eBay, kde mnoho různých prodejců prodává podobné produkty mnoho rozdílným kupujícím. Spotřebitel v dokonalé konkurenci na trhu má dokonalé znalosti o produktech, které jsou prodávány na tomto trhu.

## Oblasti zkoumání mikroekonomie
- Teorie spotřebitele
- Teorie firmy
- Trh výrobních faktorů
- Ekonomická rovnováha
- Ekonomická efektivnost

## Heterodoxní mikroekonomie (Post-Keynesovská ekonomie)
Pojem „postkeynesiánský“ popisuje eklektickou skupinu ekonomů, kteří jsou volně propojeni analytickým závazkem ke konceptům efektivní poptávky, historického (na rozdíl od „logického“) času a základní nejistoty. U postkeynesiánů určuje investice spíše úspory než naopak; peníze jsou endogenní a nikdy neutrální. Postkeynesiánci uznávají význam institucí a tržní síly v reálném světě a zohledňují je při teoretizování. Za prvé, důchodové efekty trumfují substituční efekty na mikroekonomické úrovni a na makroekonomické úrovni. Zadruhé, rozdělení příjmů určuje makroekonomické výsledky. Zatřetí, tržní síla je ve vyspělých ekonomikách endemická. Konečně je důležitá historie a závislost na cestě. K tomu můžeme přidat uznání, že mnoho rozhodnutí se dělá spíše za podmínek nejistoty než za kalkulovatelného rizika a že lidé nejsou racionální v tradičním ekonomickém smyslu. Lidské chování je řízeno sociálními faktory, jako je zvyk, a naší genetickou výbavou, jak se vyvíjí po stovky tisíc let.
Post keynesiánská ekonomie má svůj vlastní metodologický a didaktický základ a její realistická analýza je v současné ekonomické a finanční krizi velmi potřebná. V době, kdy původní sdělení Keynesovy obecné teorie již není přítomno ve většině univerzitních osnov, tak je nezbytné reformovat ekonomickou vědu. V podstatě existují tři, částečně se překrývající metodologické přístupy. Post keynesiánská / kriticko-realistická otevřená systémová ontologie tvrdí, že kvalitativní metody slouží k odhalení základních struktur, mechanismů a procesů (Dow, Lawson), které řídí události. Téměř všechny jevy světa se vyskytují v otevřených systémech. […] Charakteristický vzorec pro analýzu vysvětlování těchto jevů byl vyvinut v základním kritickém realismu. To zahrnuje „schéma RRREIC“, kde první R nebo R1 znamená vyřešení komplexní události nebo jevu do jejích složek; druhý R nebo R2 pro přepis těchto složek (ideálně, optimálně) vysvětlujícím významným způsobem; třetí R nebo R3 pro retrodikci těchto komponentních příčin k dříve existujícím událostem nebo stavům věcí; E pro eliminaci alternativních konkurenčních vysvětlujících předchůdců; I pro identifikaci kauzálně účinných nebo generativních předchůdců; a C pro iterativní opravu dřívějších zjištění ve světle (byť dočasně) dokončeného vysvětlení nebo analýzy. (Bhaskar et al p 3 2010)
Pokud zacházíme s postkeynesiánci jako se skupinou, PK zaujímá následující pozice:
1. Přijímá obecný účel; ale nejistota je ústřední.
2. Historie je důležitá; vývoj je závislý na cestě (ačkoli PK říkají o historii méně, než bychom očekávali).
3. Konstantní výnosy a rostoucí výnosy jsou důležité; studuje se jeden sektor, dva sektory a mnoho sektorů; sociální třídy a rozdělení příjmů. Strukturalisté se zaměřují zejména na distribuci. Neo-Ricardiáni poskytují technologické detaily. PK i neorikardiáni vidí přímou zpětnou vazbu od výroby k výdajům prostřednictvím mezd.
4. Investice jsou vysoce volatilní a závisí na nejistých výhledech do budoucna. I určuje realizované P. Reálné mzdy a spotřeba spolu souvisí; stejně jako P a I. V souhrnné mzdě jsou náklady a (protože jsou utraceny) kompenzační příjmy. Strukturalisté rozlišují růst vedený mzdou od růstu vedeném ziskem; jiní považují tento rozdíl za nejednoznačný a zjišťují, že je obtížné identifikovat spolehlivou investiční funkci.
5. Hydraulická rovnováha je prezentována; studuje se dynamická rovnováha a nerovnováha, používají se limitní cykly. Je studována determinovaná nerovnováha – odrážející nejistotu.
6. Endogenní peníze převažují; není to neutrální; peníze jsou aktivem i prostředkem oběhu. Obvodoví teoretici (francouzští a italští) studují cirkulaci. (Neo-Ricardiáni nemají dohodnutou teorii peněz, ale akceptují, že nominální úrokové sazby jsou stanoveny měnovou autoritou; srov. Sraffa 1960.)
7. Půjčky vytvářejí vklady. Banky jsou nakonec závislé na vládních zárukách.
8. Základní úroková sazba je fixována; spready a časová struktura úrokových sazeb odrážejí nejistotu.
9. Inflace je způsobena především konfliktem mezi prací a kapitálem; může být vyvoláno změnami směnného kurzu nebo primárních cen. Někteří autoři rozlišují inflaci mezd od inflace cen. Phillipsova křivka je nespolehlivá, ne-li zavádějící, ale inflace jistě souvisí se zaměstnaností, výstupem a růstem.
10. Historické změny vedly k větší vládě s agendou, která zahrnuje odpovědnost za stabilizaci ekonomiky. Ekonomika je sama o sobě nestálá a někdy nestabilní. (Minskyové tvrdí, že samotná stabilita je destabilizující.)

### PKM a mikroekonomie
King vidí čtyři základní pohledy mezi PKM na mikroekonomii.
1. explicitní příznivci mikroekonomie, kteří si myslí, že post keynesiánská mikroekonomie je lepší (obecnější) než neoklasické verze (např. Paul Davidson, Malcolm Sawyer, Erich Streissler):
  1. (a) Marshall-Keynes (Davidson)
  2. (b) Marx-Kalecki mikroekonomie (Lavoie, Sawyer)
  3. (c) Darwin-Veblen-Galbraith-Hodgson Institucionální mikroekonomie (Galbraith, Hodgson)
2. explicitní kritici mikroekonomie (Joan Robinson);
3. ti, kteří jsou zmatení, nejednotní nebo nejasní (např. Geoff Harcourt, Sidney Weintraub, John Cornwall, Victoria Chick a Jesper Jespersen);
4. ti, kteří celý problém ignorují. (King 2012: 149–150).

Post keynesiánská ekonomie má „kořeny v dynamickém procesu“ a zabývá se „analýzou společnosti a ekonomiky v nerovnováze“. (Eichner a Kregel: 1975, s. 1296). Post keynesiánská teorie tedy navrhuje makrofoundace mikroekonomie a vývoj teorie chování cen peněz na základě preference likvidity. (Kregel: 1987, s. 520). Steven Pressman charakterizuje finanční nestabilitu, režimy směnných kurzů, nezaměstnanost, obchodní deficity a inflaci jako problémy makroekonomické politiky, zatímco imigrace, kriminalita a vzdělávání jako otázky mikroekonomické politiky (Pressman: 2011). Jinými slovy, výchozí bod konceptualizace Pressmana je založena na pochopení, že ekonomické problémy mají bezprostřednější a silnější dopad na společnost, ale problémy jako kriminalita, vzdělávání a přistěhovalectví mají méně bezprostřední účinek. 
Realismus je důležitější než matematický formalismus. Tři nezbytné body pro pochopení PKM mikroekonomie:
- Firmy jsou v kapitalistické ekonomice ústřední, nikoli jednotlivci. (To je podnikový zisk, který řídí ekonomiku).
- Trhy jsou nedokonalé (určitý stupeň tržní síly produktu, jsou výrobci cen, trhy jsou často oligopolistické.
- Základní nejistota (Přesná maximalizace strategií je nemožná, nemůžeme převést nejistotu do rizika, animal spirits. Následky jsou odmítavými rovnovážnými modely a modely teorie her.

### Teorie spotřebitelské volby
post keynesiánská ekonomie má také teorii firmy a teorii volby spotřebitele. Jako u většiny ostatních heterodoxních variant ekonomie, post-keynesiánská ekonomie je založena na čtyřech předpokladech: její epistemologie je založena na realismu, její ontologie je založena na organismu, racionalita je procedurální a těžištěm analýzy jsou problémy produkce a růstu. Naproti tomu symetrické předpoklady neoklasické teorie jsou: instrumentalismus, atomismus, hyperracionalita a těžištěm analýzy je výměna a optimální alokace stávajících zdrojů. Provozně je to v souladu s uplatňováním zásady předběžné opatrnosti; což je také v souladu se základní nejistotou (Lavoie 2005). To znamená, že budoucnost je nejistá, a to nejen proto, že nám chybí schopnost ji předpovídat, což je spojeno s epistemologickou nejistotou a procedurální racionalitou, ale také kvůli ontologické nejistotě-budoucnost sama rozhoduje svůj průběh (Rosser 2001;Lavoie 2005). Lavoie proto tvrdí, že když agenti přijímají rozhodnutí, která se jich přímo týkají, zásadní nejistota je vede k přijetí postupu, který vytvoří bezpečnost. Dřívější expozici post keynesiánské teorie spotřebitelské volby lze nalézt v nedávno přeložené práci Roy (2005). Ukázal jsem, že společný základ post keynesiánské spotřebitelské teorie může být reprezentován souborem šesti principů, které byly podrobně představeny v Lavoie (1994 Lavoie (2005), a ke které nyní přidávám sedmou. Většina názvů těchto heterodoxních zásad spotřebitelského chování pochází z termínů používaných Georgescu-Roegenem (1954, 514-5).
Spotřebitelské preference jsou endogenní, ale jednotlivci „požívají jistého uvážení“ a marketing není zcela manipulován (King, str. 56). Přesněji řečeno, i když si spotřebitelé mohou svobodně vybrat mezi firmami a produkty – „požívají jistého uvážení“ – jejich vkus a preference závisí na rozhodování spotřebitelů jiných. Spotřebitelé mají navíc lexikografické preference, což znamená, že existuje hierarchie potřeb, přičemž základní potřeby jsou nejprve uspokojeny a účinky příjmu jsou silnější než substituční účinky (Platí totiž Maslowova pyramida potřeb). Volba spotřebitelů je založena na zvycích a pravidlech, a tedy „uspokojující“ namísto „optimalizace“. PKM vylučuje neoklasický axiom lhostejnosti (axiom kontinuity) anebo axiomu hrubé substituce (Edwards 1986 Stevens 1991 Lockwood 1996 Spash a Manley 1998 Spash 1998 Van den Bergh et al. 2000 Gowdy a Ayumi 2001).
1. The principle of procedural rationality; (Nekompenzační pravidla)
2. The principle of satiable needs; (Hranice Oddělitelnost potřeb)
3. The principle of separability of needs; (Utility stromy, nesouměřitelnost, nesoulad, slabá srovnatelnost)
4. The principle of subordination of needs; (Hierarchie, neredukovatelnost, dominance, lexikografická volba)
5. The principle of the growth of needs; (income effects)
6. The principle of non-independence. (napodobování, životní styl, marketing (JK Galbraith, Veblen))
7. The principle of heredity. (volby jsou závislé na referencích; závislost na cestě)

### Teorie firmy
Typickou postkeynesiánskou firmou je velká společnost působící na nedokonale konkurenčních trzích (Eichner’s (1976) „megacorp“). Firma je místem konfliktu, do kterého jsou zapojeni technici - zajímající se o rozšiřování výroby - a „podnikatelé“ - zajímající se o získávání peněžních zisků prostřednictvím správy „peněžní stránky“ firmy. Výsledek vyjednávání v rámci firmy definuje „typ zpracování“ nebo „druh zpracování“ firmy a ovlivňuje úroveň skutečných mezd a zaměstnanosti, pokud je větší síla techniků, tím vyšší jsou skutečné mzdy. Navíc vzhledem k tomu, že rozšíření výroby je spojeno s minimálním stupněm nedostatečného využití kapitálu, mají technická zlepšení pozitivní vliv na úroveň zaměstnanosti.
- důležitost „konfliktu vlastník-manažer“, který je vlastní velkým korporacím.
- mnohem více se starat o současnou ziskovost než o dlouhodobou expanzi a přežití konkrétní firmy
- manažerská politika „zachovat a investovat“ je nahrazena strategií zaměřenou na akcionáře „zmenšit a rozdělit“

Níže uvedený graf ukazuje nákladové křivky typické firmy ve skutečném světě, jak je chápáno v post keynesiánské teorii firmy. Taková firma je rovněž společností při stanovení cen. Máme mezní náklady firmy (MC), průměrné variabilní náklady (AVC), celkové průměrné jednotkové náklady (UC), bod plné kapacity (FC) a bod teoretické plné kapacity (FCth). Předpokládá se, že průměrné variabilní náklady jsou přiměřenou náhradou mezních nákladů (předpoklad široce zastávaný, například v pravidlu predace Areeda-Turnera [Areeda a Turner 1975]). Dále se předpokládá, že mezní náklady jsou konstantní (což dokládá nález Blinder et al. 1998: 103, že 88% podniků uvedlo, že mezní náklady jsou konstantní nebo klesají). Mezi plnou kapacitou (FC) a teoretickou plnou kapacitou (FCth) se mezní náklady a průměrné variabilní náklady zvýší kvůli platbám za přesčasy, nákladům na zvýšenou údržbu strojů a možným zvýšeným nákladům na výměnu strojů, jejichž provozní životnost se sníží (Lavoie 1992: 120, 125–126).
Firmy však obecně neprodukují nad rámec plné kapacity, takže rostoucí křivky nákladů napravo od bodu FC jsou většinou pro skutečné firmy irelevantní (Lavoie 1992: 121). Empirické studie potvrdily, že křivky nákladů ve tvaru U neoklasické analýzy jsou pro mnohé firmy ze skutečného světa irelevantní, protože firmy upřednostňují výrobu před bodem FC. Realistické křivky celkových průměrných dlouhodobých nákladů pro tyto firmy jsou tedy ve tvaru L a průměrné variabilní (nebo přímé nebo prvotní) křivky nákladů jsou konstantní (Lavoie 1992: 122, citace dle Johnston 1960; Walters 1963; Lee 1986). Také se zjistilo, že mezní náklady jsou obecně konstantní až do plné kapacity (Lavoie 1992: 122). Rezervy kapacity jsou v mnoha firmách normou a skutečná míra využití kapacity bude nižší než FC a obvykle v rozmezí 80–90% (Lavoie 1992: 122). Důvodem je to, že firmy mají k dispozici nadbytečnou kapacitu, aby se vypořádaly s neočekávaným nárůstem poptávky, a samotná plná kapacita by se mohla zvýšit v souladu s poptávkou (Lavoie 1992: 124, citace Kaldor 1986). Nadměrná kapacita je tak pro firmy způsob, jak snížit nejistotu související s fluktuacemi poptávky, a v tomto smyslu je pevná poptávka po nadměrné kapacitě analogická preventivní poptávce po penězích a jiných vysoce likvidních finančních aktivech (Lavoie 1992: 124–125). Efektivní využití nadbytečné kapacity může také odrazit ostatní firmy od vstupu na trh, a může tedy fungovat jako překážka vstupu (Lavoie 1992: 124).
V postkeynesovské teorii se firmy zajímají především o růst a expanzi. Pouze se sekundárně zajímají o akumulaci zisku. Akumulace zisku je však teoreticky předpokladem růstu, takže to do značné míry znamená totéž. Základní myšlenka běží jako taková: firmy chtějí expandovat. Aby mohli expandovat, musí investovat. Aby však mohli investovat, musí akumulovat zisky. Nyní si čtenář pravděpodobně řekne „dobře, mohou si půjčit peníze i na investice“. To je pravda. Ale v postkeynesovské teorii se někdy předpokládá, že pákový poměr firem zůstává poněkud konstantní.. Pojďme si nyní rozložit nejzákladnější formu postkeynesovské růstové rovnice pro firmu.
{\displaystyle r=i+(g/(1+p))}
Nejzajímavější složkou z našeho pohledu je konvence, která umožňuje firmě půjčit si, p. Jak vidíme, když se tento výraz zvyšuje v číselné hodnotě, vede to k vyššímu jmenovateli. To znamená, že vyšší rychlost růstu, g, bude moci proběhnout za nižší míru zisku, r.